# خلدون طبازة
خلدون طبازة ريادي أعمال ومستثمر ورجل أعمال أردني، يعد المؤسس والعضو المنتدب في «مجموعة آي مينا»، المؤسس والرئيس التنفيذي لـ «زاد كابيتال»، وشارك أيضاً ببناء IDEAVELOPERS وهي أول حاضنة أعمال للشركات الناشئة في مصر.
كانت بداياته كمحرر في مجال التقنية والكمبيوتر عام 1994 قبل أن يتولى إنتاج النسخة العربية من المجلة الأمريكية الشهيرة «بايت» وتمكن من إنشاء الشركة العربية للاتصالات والنشر والتي حصلت أيضًا على حقوق لإنتاج مجموعة من الطبعات المعربة الأخرى من مجلات ذات أسماء كبيرة مثل مجلة العلوم الشعبية «بوبيولار ساينس».
يعد هو مؤسس موقع آرابيا دوت كوم عام 1995 الذي يعد أول بوابة إلكترونية باللغة العربية، وتمكن من تأسيس شركة أرابيان أونلاين التي كانت ترعى البوابة قبل أن تتعرض لمشاكل مالية بسبب فقاعة الإنترنت عام 1999 مما جعل شركة أرابيا تتوقف وتم بيع الأصول وانتهى عملها وتم بيع النطاق لشركة أخرى عام 2002، وقام بعدها بتأسيس شركة «ريادة فينتشرز» المتخصصة في رأس المال الجرئ والتي استحوذت عليها «أبراج كابيتال» عام 2009.
شارك تأسيس شركة نيت أدفانتج للإعلانات عبر الإنترنت وشركة ون كارد وشركة مباشر، وكذلك قام بتأسيس شركة أي مينا القابضة عام 2013.
في عام 2017 أختير ضمن قائمة أكثر 100 شخصية عربية تأثيراً في العالم من قبل مجلة أريبيان بزنس، واختير كأحد القيادات العالمية الشابة من قبل المنتدى الاقتصادي العالمي في 2006، وفي 2010 اختير كزميل في برنامج رأس المال المبادر لجمعية كوفمان الأمريكية.

## حياته
ولد عام 1968 في الأردن، كان مهووس بالكمبيوتر منذ صغره، وألتحق بكلية الطب وحصل على بكالوريوس الطب والجراحة من الجامعة الأردنية.

### عمله كناشر
بدأ خلدون طبازة مسيرته العملية بالعمل في الصحافة 1994، وأسس “الشركة العربية للاتصالات والنشر”، التي قامت بنشر النسخة العربية من مجلة “Byte” في 1995، وهي من أوائل مجلات التقنية والكمبيوتر وتقنيات المعلومات في العالم، حصلت أيضًا على حقوق لإنتاج مجموعة من الطبعات المعربة الأخرى من مجلات ذات أسماء كبيرة مثل مجلة العلوم الشعبية «بوبيولار ساينس».
ولكن في عام 1998 قررت مجلة بايت تحويل المجلة إلى موقع إلكتروني وإلغاء النسخ الورقية، مما أدى إلى إلغاء النسخة العربية وتم تصفية الشركة ليكتفي طبازة بالعمل على موقع آرابيا دوت كوم.

### تأسيس آرابيا دوت كوم
أسس آرابيا دوت كوم كأول بوابة إلكترونية إقليمية تركز على العالم العربي، وكانت من أوائل البوابات العربية التي تغطي مجالات “السياحة، الأعمال، الأخبار، التعليم، التقنية”، وخدمات مختلفة في مختلف الدول العربية.
واستطاع أيضاً تأسيس شركة (أرابيا أونلاين) وجذبت الشركة الاستثمارات من أمثال الأمير الوليد بن طلال وإنتل وغيرها، ولكن بسبب فقاعة الإنترنت عام 1999 تسببت في توقيف الاستثمارات في الشركة ولم تتمكن من الوصول لرأس المال الكافي لتحويلها إلى شركة عامة، لم تستطيع الشركة تلبية مصروفاتها بسبب إنفاق الكثير من رأس المال على أتفاقيات مع شركات الأنترنت في الوطن العربي.
وفي عام 2001 توقفت شركة أرابيا وتم بيع الأصول وانتهى عملهم وتم بيع النطاق لشركة أخرى قامت بإعادة بناء البوابة الإلكترونية بنفس الأسم.

### مرحلة ريادة الأعمال
في عام 2002 قام طبزة بتأسيس “ريادة فنتشرز” مع مجموعة مقرها السعودية لبناء الأعمال التجارية على الإنترنت والتي استحوذت عليها «أبراج كابيتال» عام 2009.
، ثم انتقل إلى مصر لتأسيس “أيديافلوبرز”، أول حاضنة تقنية وصندوق استثمار في المراحل الأولية للمشاريع في مصر، ثم قام بتأسيس صندوق الاستثمار للشركات التقنية في مصر بالتعاون مع مجموعة هرميس وشركة الاتصالات المصرية ووزارة الاتصالات وتقنية المعلومات، وقام بإنشاء أول صندوق للاستثمارالمباشر في شركات التقنية بين مايو 2001 ومايو 2003″.
واستثمر طبازة في مجموعة من الشركات منها مجموعة “المرشدين العرب”، و”ميديا سكوب”، و”كندي سوفت”، و”Gate2Play”، و”آي كتاب”.
قام ايضاً بتأسيس شركة نيت أدفانتج للإعلانات عبر الإنترنت وشركة ون كارد وهي وسيلة بطاقة مدفوعة مسبقا للدفع عبر الإنترنت، وشارك في بناء شركة مباشر المتخصصة في بيع المعلومات المالية عبر الإنترنت وكذلك شركة السوق المفتوح OpenSooq.com.
ساهم من خلال عمله مع مع شركة أبراج كابيتال من إنشاء صندوق حجمه 500 مليون دولار والذي طرح استثمارات في دول مختلفة منها: لبنان، فلسطين، الأردن، ومصر.
وفي عام 2013 قام بتأسيس “آي مينا” للإستثمارات في مجال الإنترنت والتي استطاعت في عام 2016 من طرح اكتتاب عام أولي بإحدى البورصات العالمية مثل لندن ونيويورك.

## جوائز وتكريم
في عام 2017 أختير ضمن قائمة أكثر 100 شخصية عربية تأثيراً في العالم من قبل مجلة أريبيان بزنس، وفي 2010 اختير كزميل في برنامج رأس المال المبادر لجمعية كوفمان الأمريكية.